# Никитаев, Александр Тихонович
Алекса́ндр Ти́хонович Никита́ев (13 июля 1945 — 24 июля 2018) — советский и российский литературовед, текстолог; физик, специалист по химической физике.

## Биография
В 1968 году окончил факультет молекулярной и химической физики Московского физико-технического института.
Старший научный сотрудник ИМЛИ.
В 1993—1997 был одним из составителей первого, четырёхтомного собрания сочинений О. Э. Мандельштама.
В 2005 году из-за тяжёлого заболевания потерял дееспособность.
Умер 24 июля 2018 года. Похоронен на Домодедовском кладбище.

## Награды и премии
- Международная отметина имени отца русского футуризма Давида Бурлюка[4]